# Кузнецов, Сергей Дмитриевич (учёный)
Сергей Дмитриевич Кузнецов (8 апреля 1949 года, Москва — 28 июля 2023 года, Москва) — советский и российский учёный в области информатики, специалист по технологиям баз данных. Доктор технических наук, профессор кафедр системного программирования МГУ, МФТИ и ВШЭ, главный научный сотрудник ИСП РАН. Один из инициаторов и лидеров советского и российского движения свободного программного обеспечения, председатель SUUG (1989—1995). Руководитель проектов по созданию СУБД GNU SQL Server и Sedna; автор основных российских вузовских учебников по СУБД.

## Биография
Родился в семье авиаконструктора ЦАГИ Дмитрия Ивановича Кузнецова (1909—1995) и экономиста и предподавателя Ариадны Павловны Аваковой (1923—2002). В 1966 году окончил физико-математический класс школы № 1 Жуковского. По окончании механико-математического факультета МГУ в 1971 году работал в Институте точной механики и вычислительной техники, там же обучался в заочной аспирантуре. В 1979 году защитил кандидатскую диссертацию под руководством Виктора Иванникова.
В 1981 году перешёл в НИИ «Дельта» при Министерстве электронной промышленности СССР. В 1991 году вместе с коллективом, работавшим над созданием «Электроники СС БИС», переведён в Институт проблем кибернетики АН СССР. В 1994 году Институт проблем кибернетики был реорганизован, на его базе под руководством Иванникова был учреждён Институт системного программирования РАН, в котором Кузнецов стал первым учёным секретарём и возглавил отдел управления данными и разработки информационных систем. В 1995 году защитил докторскую диссертацию. 
С 1995 года — преподаватель МГУ. В 2006 году присвоено учёное звание профессора. С 2017 года преподавал в Высшей школе экономики на кафедре системного программирования факультета компьютерных наук. С конца 2010-х годов — ведущий научный сотрудник научно-исследовательского объединения РЭУ имени Плеханова.
Похоронен на кладбище в Анкудинове.

## Научная, профессиональная и образовательная деятельность
В 1970-е годы во время работы в Институте точной механики и вычислительной техники стал основным разработчиком операционной системы центральной ЭВМ («центрального процессора») комплекса АС-6 — многомашинной системы на элементной базе БЭСМ-6, применявшейся для управления космическими полётами. Результаты разработки системы отражены в кандидатской диссертации «Организация мультипрограммирования в ОС».
В 1980-е годы в НИИ «Дельта» работал над кластерной операционной системой КЛОС суперкомпьютера «Электроника СС БИС», в дальнейшем — над реляционной системой управления базами данных под управлением КЛОС. Результаты разработки СУБД для КЛОС легли в основу проекта российской свободной многопользовательской реляционной системы GNU SQL Server, нацеленной на работу в среде unix-подобных систем как составляющая проекта GNU. Технические решения, реализованные в системе, отражены в докторской диссертации «Исследование и разработка свободного SQL-сервера», защищённой в ИСП РАН в 1995 году.
С 1995 года занимал должность профессора кафедры системного программирования ВМК МГУ, читал курсы «Базы данных», «Дополнительные главы баз данных», «Модель данных SQL». Подготовил 9 кандидатов наук.
С 1989 года руководил SUUG; в 1993 году был одним из инициаторов преобразования бюллетеня SUUG в журнал «Открытые системы», был главным редактором журнала с 1995 по 1997 год. Впоследствии вокруг журнала сформировалось издательство «Открытые системы», начавшее публикацию серии изданий информационно-технологической тематики, одним из таких изданий стал журнал «СУБД», в котором Кузнецов стал научным редактором. Впоследствии издательство объединило журналы «Открытые системы» и «СУБД», в журнале «Открытые системы. СУБД» был редактором тематической рубрики, публиковал регулярные обзоры публикаций журнала Computer. Также был заместителем главного редактора журнала «Труды Института системного программирования РАН», входил в редколлегию журнала «Вычислительные методы и программирование».
Был членом ассоциаций EurOpen, Usenix и Uniforum; представитель Компьютерного общества IEEE в Москве. Профессиональный член ACM и ACM SIGMOD, был заместителем председателя Московской секции ACM SIGMOD, в период с 1992 года по 2022 год ежегодно выступал на семинарах секции с докладами по актуальным вопросам технологий баз данных.
Входил в программные комитеты международных конференций DEXA, SOFSEM, ADBIS, ISD, Baltic DB&IS.

## Публикации
Автор более 100 научных работ, четырёх статей в Большой российской энциклопедии, нескольких университетских учебников по технологиям баз данных, в том числе:
- С. Д. Кузнецов. Основы баз данных. — М.: Интернет-университет информационных технологий, 2005. — 488 с. — ISBN 5-9556-0028-0. Второе издание — М.: Бином, 448 стр, ISBN 978-5-94774-736-2
- С. Д. Кузнецов. Базы данных: языки и модели. — М.: Бином, 2008. — 720 с. — ISBN 978-5-9518-0132-6.
- С. Д. Кузнецов. Базы данных. — М.: Академия, 2012. — 496 с. — (Университетский учебник). — ISBN 978-5-7695-8430-5.

Большое количество материалов опубликовал на сайте Citforum, с которым сотрудничал с середины 1990-х годов, в том числе многочисленные переводы классических статей по технологиям баз данных Кодда, Грея, Стоунбрейкера, Девитта и других авторов, среди авторских работ — курсы:
- В. З. Шнитман, С. Д. Кузнецов. Серверы корпоративных баз данных.
- С. Д. Кузнецов. Основы современных баз данных.
- С. Д. Кузнецов. Базы данных. Вводный курс (2008).

В «Открытых системах. СУБД» регулярно публиковал статьи об актуальных проблемах технологий баз данных, некоторые из них:
- Сергей Кузнецов. Оптимизация запросов: вечнозеленая область // Открытые системы. СУБД. — 2003. — № 4.
- Сергей Кузнецов. Будущее транзакционных систем // Открытые системы. СУБД. — 2011. — № 4.
- Сергей Кузнецов. К свободе от проблемы Больших Данных // Открытые системы. СУБД. — 2013. — № 7.
- Сергей Кузнецов, Андрей Посконин. Возможно ли сотрудничество SQL и NoSQL? // Открытые системы. СУБД. — 2013. — № 9.

Избранные научные статьи:
- Сергей Кузнецов. Развитие идей и приложений реляционной СУБД System R // Итоги науки и техники. Вычислительные науки. — ВИНИТИ, 1989. — Т. 1. — С. 3—75.
- Сергей Кузнецов. Методы оптимизации выполнения запросов в реляционных СУБД // Итоги науки и техники. Вычислительные науки. — ВИНИТИ, 1989. — Т. 1. — С. 76—153.
- Сергей Кузнецов, Юрий Кудрявцев. Математическая модель OLAP-кубов // Программирование. — 2009. — № 5. — С. 26—36.
- Сергей Кузнецов, Никита Мендкович. Оптимизация конъюнктов условий в составе запросов // Моделирование и анализ информационных систем. — 2011. — Т. 18, № 3.
- Сергей Кузнецов. Новые устройства хранения данных и их влияние на технологию баз данных // Программная инженерия. — 2018. — № 4. — doi:10.17587/prin.9.147-155.
- Сергей Кузнецов. В ожидании нативных архитектур СУБД на основе энергонезависимой основной памяти // Труды ИСП РАН. — 2020. — Т. 32, вып. 1. — doi:10.15514/ISPRAS-2020-32(1)-9.
- Сергей Кузнецов. Типизированные неизвестные значения: шаг к решению проблемы представления отсутствующей информации в реляционных базах данных // Труды ИСП РАН. — 2023. — Т. 35, вып. 2. — doi:10.15514/ISPRAS-2023-35(2)-6.